# 呉商工会議所
呉商工会議所（くれしょうこうかいぎしょ）は、主に広島県呉市内において営業している商工業者・団体で運営されている商工会議所。

## 概要
商工会議所内には、部会と呼ばれる、「食料品部会」、「建設部会」、「鉄鋼造船部会」、「機械器具部会」、「サービス部会」、「埋蔵部会」、「一般工業部会」、「情報・文化部会」、「運輸部会」、「一般商業部会」がある。

## 主要人事
役員
2024年1月20日現在。
|        | 氏名      | 出身                               | 備考 |
| ------ | --------- | ---------------------------------- | ---- |
| 会頭   | 若本 祐昭 | 和興通信工業（株）／代表取締役社長 |      |
| 副会頭 | 向井 淳滋 | 呉信用金庫／理事長                 |      |
|        | 相川 敏郎 | (株)スタジオアイ／代表取締役会長   |      |
|        | 畦 淳造   | 誠和梱枹運輸（株）／代表取締役社長 |      |
|        | 八代 一成 | ベンダ工業（株）／代表取締役社長   |      |

## 参考資料
呉商工会議所